# Eliáš Antonín Dohnal
Eliáš Antonín Dohnal (* 1946, Hluk) je bývalý římskokatolický a poté řeckokatolický kněz a člen basiliánského řádu, který roku 2008 spolu s dalšími třemi duchovními zveřejnil, že přijal biskupské svěcení, o kterém obeznámili papeže Benedikta XVI.

## Život
Založili Ukrajinskou pravověrnou řeckokatolickou církev (Ukrajinou ani Vatikánem neuznávanou), jejímž synodem byl 5. dubna 2011 jmenován patriarchou nově zřízeného Byzantského katolického patriarchátu. 22. června 2015 byla provedena tajnou službou SBU razie v západoukrajinském klášteře této de iure sekty a bylo zadrženo nejméně 5 osob včetně vladyky; to, zda se mezi zadrženými E. A. Dohnal nacházel, nebylo objasněno.
- 1972 vysvěcen na kněze
- 1975–1981 působil ve Slušovicích[2]
- 1991 Varšava – vstup do řehole sv. Bazila Velkého a změna obřadu,
- 1999 doktorát z teologie: Karlova univerzita, Praha; práce Psychologický aspekt termínu EIS TA IDIA v mariologii[3]
- Učitel dogmatiky (Prešov SR)[zdroj?]
- 2008 byl vysvěcen na katolického biskupa [4] (bez vědomí papeže Benedikta XVI.), následkem čehož byl s dalšími třemi kněžími dne 25. 3. 2008 dle kánonu 1459 §1 CCEO exkomunikován z Katolické církve.[5][6]
- 19. července 2011 – stal se účastníkem potyčky s věřícími z UHKC, při které jej zadržela policie.[7][8] Soud ho potrestal pokutou 51 hřiven.[9][10]